# Soldi besökscentrum
Soldi besökscentrum på Sollerön öppnades 2003 på platsen för en 1998 nedbrunnen del av kommunhuset, som bestod av ett antal affärslokaler.
Byggnaden består av två delar, byggda som vikingatida långhus. Den ena delen var en restaurant, och den andra ett vikingamuseum. Däremellan fanns en lokal som fungerar som turistbyrå.
Soldi besökscentrum gick i konkurs januari 2004, och driften övertogs av Sollerö vikingamuseum ekonomisk förening under namnet Sollerö Vikingamuseum. Föreningen gick i konkurs 2007.
År 2012 köptes byggnaden av Odd Fellow som byggde om den till föreningslokal.